# Attentats du dimanche des Rameaux en Égypte
Deux attentats à la bombe sont perpétrés en Égypte le dimanche des Rameaux, 9 avril 2017, le premier peu avant 10 heures, près de l'église Saint-Georges (Mar Girgis) de la ville de Tanta, au nord du Caire ; une seconde explosion a lieu peu après 13 heures à l'entrée de la cathédrale patriarcale Saint-Marc (Mar Morcos) d'Alexandrie. La première attaque fait 28 morts et au moins 78 blessés, la seconde faisant 17 morts et 41 blessés. À la suite de ces attentats, le gouvernement égyptien annonce l'instauration de l'état d'urgence pour trois mois. 

## Contexte
La communauté chrétienne s’apprête à célébrer la Semaine sainte qui débute le dimanche 9 avril 2017 avec le dimanche des Rameaux.
Alors qu'ils représentent environ 10 % de la population, les chrétiens d'Égypte sont la cible répétée de groupes armés, notamment l'État islamique avec l'attentat de l'église Saint-Pierre-et-Saint-Paul du Caire du 11 décembre 2016 (vingt-sept morts et quarante-neuf blessés).
Ces deux attentats se déroulent un peu moins de trois semaines avant la visite du pape François prévue les 28 et 29 avril en Égypte.

## Déroulement

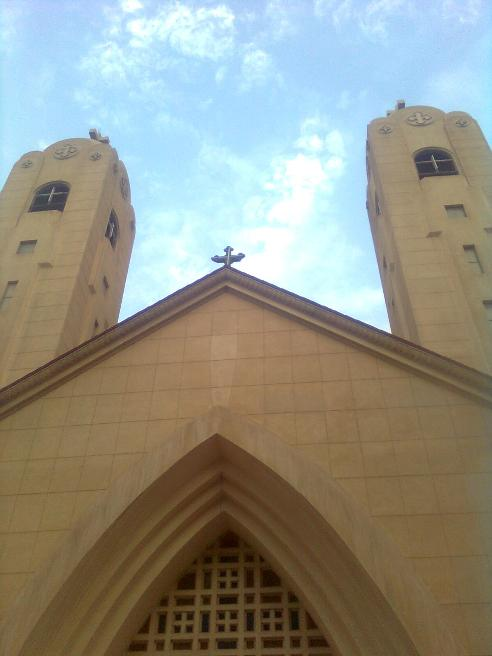
L'église Mar Girgis de Tanta

Peu avant 10 h, une bombe explose dans l'église copte Saint-Georges (Mar Girgis) située rue Alî Mubârak à Tanta, cinquième ville la plus peuplée d'Égypte à 94 km au nord du Caire. Une bombe aurait été placée dans un siège à l'intérieur de l'église selon les médias officiels. Alors que des célébrations avaient lieu à l'intérieur de l'église, l'explosion retentit. L'événement est retransmis en direct sur la télévision d'État. Les téléspectateurs peuvent entendre ainsi en direct l'explosion mais l'image se coupe instantanément. L'explosion fait au moins 30 morts et 78 blessés,,,,.
Peu après 13 h (heure de Paris), une autre explosion a lieu à l'entrée de la cathédrale copte Saint-Marc (Mar Morcos), située dans le quartier d'al-Rami à Alexandrie. Le pape copte Théodore II, qui y concélébrait la messe des Rameaux, a pu être évacué. L'explosion fait 17 morts et plus de 40 blessés,.

## Revendication
Les attentats sont revendiqués le jour même par l'État islamique via son agence de propagande Amaq. Dans son communiqué, il dit que « des équipes de l'État islamique ont mené les attaques contre deux églises, à Tanta et à Alexandrie ».

## Bilan
La première explosion, à Tanta a fait 28 morts et 78 blessés. La deuxième explosion à l'Alexandrie a fait 17 morts et 48 blessésLe bilan de ces deux attaques monte à 45 morts et 126 blessés,.

## Enquête

### Profils des terroristes
Le nom du terroriste d'Alexandrie est révélé le 12 février par le ministère de l'Intérieur, il s'agit de Mahmoud Hasan Moubarak Abdallah, un Égyptien né en 1986 à Qena, dans le centre du pays.
Le lendemain, c'est le terroriste de Tanta qui est formellement identifié : il se nomme Mamdouh Amin Mohamed Baghdadi, il est lui aussi Égyptien et né à Qena, en 1977. Le ministère le présente comme le « cadre » d'une cellule djihadiste, dont il annonce l'arrestation de trois membres.
Selon le ministre égyptien des Affaires étrangères, Sameh Choukri, les auteurs ont été entraînés dans des camps situés en Libye.

## Conséquences
Le président Abdel Fattah al-Sissi décrète l'état d'urgence sur l'ensemble du territoire égyptien pour trois mois. Cinq ans après sa levée, c'est le retour d'une situation que les Égyptiens ont connu pendant 31 ans sous la présidence de Hosni Moubarak, de 1981 et 2012,,. Il est prolongé chaque trois mois jusqu'à fin octobre 2021, quand le président al-Sissi annonce sa suspension,.